# Syn og skøn
Syn og skøn er et bevis i en retssag, der fremkommer ved at Retten anmoder en fagperson - en syns- og skønsmand - om at besvare nogle spørgsmål. Den fagkyndige foretager en undersøgelse af det, som sagen drejer sig om. Derefter laver han/hun en skriftlig besvarelse af de spørgsmål, som retten har stillet. Det hedder en syn- og skønserklæring. Reglerne for domstolenes behandling af spørgsmål om syn og skøn er behandlet i retsplejelovens kapitel 19. 

## Ekstern henvisning
- Domstol.dk – Syn og skøn Arkiveret 18. februar 2013 hos  Wayback Machine
- Bekendtgørelse af lov om rettens pleje – Syn og skøn

| Jura | Spire Denne juraartikel er en spire som bør udbygges. Du er velkommen til at hjælpe Wikipedia ved at udvide den. |